# Grane River
Der Grane River ist ein Fluss im Nordwesten des australischen Bundesstaates Tasmanien.

## Geografie
Der etwas mehr als neun Kilometer lange Grane River entspringt an den Westhängen des Mount Bertha. Von dort fließt er nach West-Südwesten und mündet in der Donaldson River Nature Recreation Area in den Horton River.